# Хорішко Володимир Дмитрович
Хорішко Володимир Дмитрович (* 3 грудня 1958) — директор товариства „Корпорація «Агро-Союз»“ (Дніпропетровська область), Герой України.

## Нагороди
- Звання «Герой України» з врученням ордена Держави (20 серпня 2008) — за визначний особистий внесок у зміцнення потенціалу агропромислового комплексу України, впровадження інноваційних технологій в сільськогосподарське виробництво, вагомі трудові досягнення[2]
- Орден князя Ярослава Мудрого V ст. (13 листопада 2007) — за вагомий особистий внесок у розвиток агропромислового комплексу України, досягнення високих показників у виробництві сільськогосподарської продукції, багаторічну сумлінну працю та з нагоди Дня працівників сільського господарства[3]